# جامعه اعمال صلح

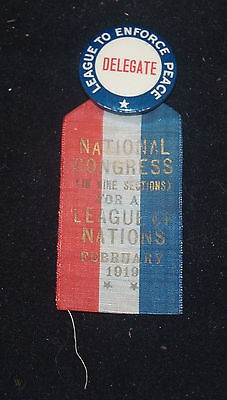
نمایی از نشانِ نمایندهٔ جامعه اعمال صلح در ۱۹۱۹

جامعه اعمال صلح (انگلیسی: League to Enforce Peace) سازمانی آمریکایی بود که در ۱۹۱۵ برای ایجاد سازمان جهانی برای صلح جهانی تشکیل شد. این سازمان را شهروندان آمریکایی که از شعله‌ور شدن آتش جنگ جهانی اول در اروپا نگران بودند در فیلادلفیا تشکیل دادند.
ویلیام هووارد تفت، رئیس‌جمهور سابق ایالات متّحدهٔ آمریکا از بنیانگذاران این سازمان بود. جامعه اعمال صلح که بیشتر از طرح‌های اصلاح شدهٔ جیمز برایس استفاده می‌کرد.
پس از تشکیل جامعه ملل در ۱۹۱۹، فعالیت‌های این سازمان به افزایش حمایت آمریکایی‌ها از جامعه ملل متمرکز شد.
این سازمان در ۱۹۲۳ منحل شد.